# Lasiopogon bezzii
Lasiopogon bezzii är en tvåvingeart som beskrevs av Engel 1929. Lasiopogon bezzii ingår i släktet Lasiopogon och familjen rovflugor. Inga underarter finns listade i Catalogue of Life.